# قتل‌عام مسجد الخلیل
قتل عام مسجد الخلیل در 25 فوریه سال ۱۹۹۴ میلادی در روز عید فطر، توسط باروخ گلدشتاین که یک یهودی آمریکایی الاصل ، عضو حزب رادیکال کاخ و ساکن اسرائیل بود در مسجد الخلیل روی داد. 
گلدشتاین یک پزشک در کریات اربا، حومه الخلیل بود که در سال 1971 به عنوان اولین جامعه یهودی در کرانه باختری پس از جنگ شش روزه ژوئن 1967 تأسیس شد. گزارش شده است که در زمان خدمت به عنوان پزشک در ارتش اسرائیل از معالجه اعراب خودداری کرده است. گلدشتاین از پیروان خاخام مایر کاهانه، یک راست افراطی مدافع حذف همه اعراب از سرزمین اسرائیل بود.وی هنگامی‌که نمازگزاران در حال سجود بودند با مسلسل از کنار یکی از ستونهای مسجد به روی آنان آتش گشود و در نتیجه ۲۹ تن را قتل عام کرد و ۱۲۵ تن را زخمی کرد. وی نهایتاً توسط نمازگزاران دستگیر و کشته شد.
برخی از بازماندگان این قتل عام نیز گزارش می دهند که توسط فرد مسلح دوم در داخل مسجد مورد اصابت گلوله قرار گرفته اند و ادعا می کنند که این حمله برنامه ریزی شده ای بوده است که ارتش اسرائیل از قبل از آن مطلع بوده است. هیچ کس در اینجا داستان رسمی گلدشتاین را که کاملاً به تنهایی در حالت جنون بازی می کند باور نمی کند.این رویداد بازتاب‌ها و اعتراضات فراوانی را علیه صهیونیست‌ها بر انگیخت. ارتش اسرائیل در درگیری با فلسطینیان معترض در ۲ روز پس از این رویداد 20 تا 26 تن دیگر را کشت.پس از کشتار، 60 درصد از مساحت مسجد به کنیسه یهودیان تبدیل شد که با موانع فلزی و پادگان‌های نظامی محافظت می‌شد و رسیدن به آن برای مسلمانان دشوارتر و پیچیده‌تر شد.
اسحاق رابین، نخست‌وزیر وقت اسرائیل، در واکنش به این رویداد خواهان از سر گیری مذاکرات صلح که به حالت تعلیق درآمده بود شد و گفت ننگی که با اقدام یک قاتل منحط به آنها تحمیل شده او را شرمسار کرده‌است. او مستعمره‌نشینان شبه‌نظامی را طرف خطاب قرار داد و اعلام کرد «شما جزئی از جامعه اسرائیل نیستید... بسیاری از مردم شما را خوار می‌دانند... یهودیت معقول شما را مثل آب دهان بیرون می‌اندازد. شما بیرون دیوار قوانین یهودیت قرار گرفته‌اید. شما شرم صهیونیسم و ننگ یهودیت‌اید.»پس از آن تلاش‌هایی برای تسلای اندوه فلسطینیان و آرام کردن خشمشان از سوی مقامات اسرائیلی صورت گرفت. به موجب این تلاش‌ها ۵۹۶ تن از بازداشت‌شدگان فلسطینی آزاد و به خانه‌هایشان در مناطق اشغال شدهٔ کرانهٔ غربی و نوار غزه بازگردانده شدند.اما خشم فلسطینیان تنها معطوف به گلدشتاین یا جامعهٔ مهاجران اسرائیلی نبود. آنها تمام اسرائیل را مسئول کشتار مسجد الخلیل می‌دانستند و معتقد بودند اسرائیلی‌ها رفتار متعصبانه‌ای نسبت به فلسطینی‌ها داشته‌اند یا چنین رفتاری را تحمل و ظالمان را بدون مجازات رها کرده‌اند. به نظر آنان مذاکرات صلح نیز در رسیدگی به شکایات فلسطینیان و برطرف کردن ناتوانی آنها در برابر قدرت اسرائیل چندان موفق عمل نکرده‌است.